# Moustapha Fall (taekwondo)
Moustapha Fall (6 de julio de 1997) es un deportista senegalés que compite en taekwondo. Ganó una medalla de bronce en los Juegos Panafricanos de 2019 en la categoría de –87 kg.

## Palmarés internacional
| Juegos Panafricanos | Juegos Panafricanos | Juegos Panafricanos | Juegos Panafricanos |
| Año                 | Lugar               | Medalla             | Categoría           |
| ------------------- | ------------------- | ------------------- | ------------------- |
| 2019                | Rabat (Marruecos)   | Medalla de bronce   | –87 kg              |